# Djoué (Fluss)
Der Djoué ist ein rechter Nebenfluss des Kongo in der Republik Kongo.

## Verlauf
Der Fluss hat seine Quelle im Norden des Departement Pool auf dem Batéké-Plateau. Er fließt zwei Drittel seines Weges annähernd gerade von Nord nach Süd. Dann wendet er auf südöstlichen Kurs Richtung Brazzaville. Der Djoué mündet schließlich in einem Außenbezirk von Brazzaville, direkt oberhalb der Livingstonefälle in den Unterlauf des Kongo.

## Hydrometrie
Die Durchflussmenge des Djoué wurde an der hydrologischen Station Kibossi beim größten Teil des Einzugsgebietes, über die Jahre 1949 bis 1958 gemittelt, gemessen (in m³/s).